# Tricyphona fulvicolor
Tricyphona (Tricyphona) fulvicolor là một loài ruồi trong họ Pediciidae. Chúng phân bố ở vùng sinh thái Nearctic.